# 月刊円周率
『月刊円周率』（げっかんえんしゅうりつ、Monthly Pi）は、同人誌サークル暗黒通信団が発行する日本の月刊雑誌。各号は円周率の数表と「表紙」「奥付」のみから構成されている。

## 概要
同団より刊行される『円周率1000000桁表』の関連雑誌として2009年11月に創刊されたが、2010年1月から2012年1月までは休刊となっていた。その理由は「流通の社長が中身を見て激怒した」からである。その後、『円周率1000000桁表』の続きを掲載するというコンセプトで復刊が企画され、2012年2月号がジュンク堂書店池袋店の暗黒通信団フェアにあわせて復刊された。同号はコピー誌でありながら日本タイトルだけ大賞を受賞し、Amazonのマーケットプレイスではプレミアム価格で販売されていた。同年発行の9・10・11月合併号はハマザキカクの「2012年・珍書の10大ニュース」において3位に選ばれた。2014年12月号以降は合併号はなく、月刊で刊行されている（ただし2016年3月号は「3月14日号」とされた）。現在まで全号が国立国会図書館に収蔵されている。夏と冬に開かれるコミックマーケットでは無償で配布される。なお、定価は創刊以来一貫して314円であるが、印刷単価は400円程度であるとされる。行間が3.14mmと6.28mmで編集されており、ロケットニュース24ライターの佐藤英典はコミケット90でこれをみつけ「コミケでもっともぶっ飛んだ書籍」と評した。『雑誌新聞総かたろぐ2017年版』（メディア・リサーチ・センター刊）の557ページに収録。

## 受賞
- 日本タイトルだけ大賞2012夏の陣 大賞[6]

## テレビでの報道
- 2013年11月9日放送「情報7days ニュースキャスター」（ビートたけしによる紹介）
- 2014年3月25日放送「情報プレゼンター とくダネ!」
- 2015年3月14日放送 「雑'sジャパン」[7]
- 2015年12月1日放送「月曜から夜ふかし」

## ネットメディア等での紹介
- 2016年8月17日 ロケットニュース24